# Bonnal (Doubs)
Pour les articles homonymes, voir Bonnal.
Bonnal est une commune française située dans le département du Doubs, la région culturelle et historique de Franche-Comté et la région administrative Bourgogne-Franche-Comté. D'une superficie de 169 hectares dont 54 de forêts, son altitude varie entre 251 et 292 mètres.

## Géographie

### Localisation
Bonnal est situé à la frontière entre le Doubs et la Haute-Saône. La ville la plus proche est Baume-les-Dames.

### Communes limitrophes
Les communes limitrophes sont Chassey-lès-Montbozon, Rougemont, Tressandans et Pont-sur-l'Ognon.
| Chassey-lès-Montbozon (Haute-Saône) | Chassey-lès-Montbozon | Pont-sur-l'Ognon (Haute-Saône) |
| Chassey-lès-Montbozon               | Bonnal                | Pont-sur-l'Ognon               |
| Tressandans                         | Rougemont             | Pont-sur-l'Ognon               |

### Climat
Pour des articles plus généraux, voir Climat de la Bourgogne-Franche-Comté et Climat du Doubs.
En 2010, le climat de la commune est de type climat de montagne, selon une étude du Centre national de la recherche scientifique s'appuyant sur une série de données couvrant la période 1971-2000. En 2020, Météo-France publie une typologie des climats de la France métropolitaine dans laquelle la commune est exposée à un climat semi-continental et est dans la région climatique  Lorraine, plateau de Langres, Morvan, caractérisée par un hiver rude (1,5 °C), des vents modérés et des brouillards fréquents en automne et hiver. 
Pour la période 1971-2000, la température annuelle moyenne est de 10,4 °C, avec une amplitude thermique annuelle de 17,4 °C. Le cumul annuel moyen de précipitations est de 1 102 mm, avec 13,4 jours de précipitations en janvier et 10,1 jours en juillet. Pour la période 1991-2020, la température moyenne annuelle observée sur la station météorologique de Météo-France la plus proche, « Villersexel Sa », sur la commune de Villersexel à 8 km à vol d'oiseau, est de 10,8 °C et le cumul annuel moyen de précipitations est de 1 037,9 mm. 
La température maximale relevée sur cette station est de 38,4 °C, atteinte le 8 août 2003 ; la température minimale est de −19,4 °C, atteinte le 20 décembre 2009,,. 
Les paramètres climatiques de la commune ont été estimés pour le milieu du siècle (2041-2070) selon différents scénarios d'émission de gaz à effet de serre à partir des nouvelles projections climatiques de référence DRIAS-2020. Ils sont consultables sur un site dédié publié par Météo-France en novembre 2022.

## Urbanisme

### Typologie
Au 1er janvier 2024, Bonnal est catégorisée commune rurale à habitat très dispersé, selon la nouvelle grille communale de densité à 7 niveaux définie par l'Insee en 2022.
Elle est située hors unité urbaine. Par ailleurs la commune fait partie de l'aire d'attraction de Vesoul, dont elle est une commune de la couronne,. Cette aire, qui regroupe 158 communes, est catégorisée dans les aires de 50 000 à moins de 200 000 habitants,.

### Occupation des sols
L'occupation des sols de la commune, telle qu'elle ressort de la base de données européenne d’occupation biophysique des sols Corine Land Cover (CLC), est marquée par l'importance des territoires agricoles (70 % en 2018), en diminution par rapport à 1990 (70,9 %). La répartition détaillée en 2018 est la suivante : 
prairies (39,8 %), zones agricoles hétérogènes (30,2 %), forêts (29,9 %), zones industrielles ou commerciales et réseaux de communication (0,1 %). L'évolution de l’occupation des sols de la commune et de ses infrastructures peut être observée sur les différentes représentations cartographiques du territoire : la carte de Cassini (XVIIIe siècle), la carte d'état-major (1820-1866) et les cartes ou photos aériennes de l'IGN pour la période actuelle (1950 à aujourd'hui).

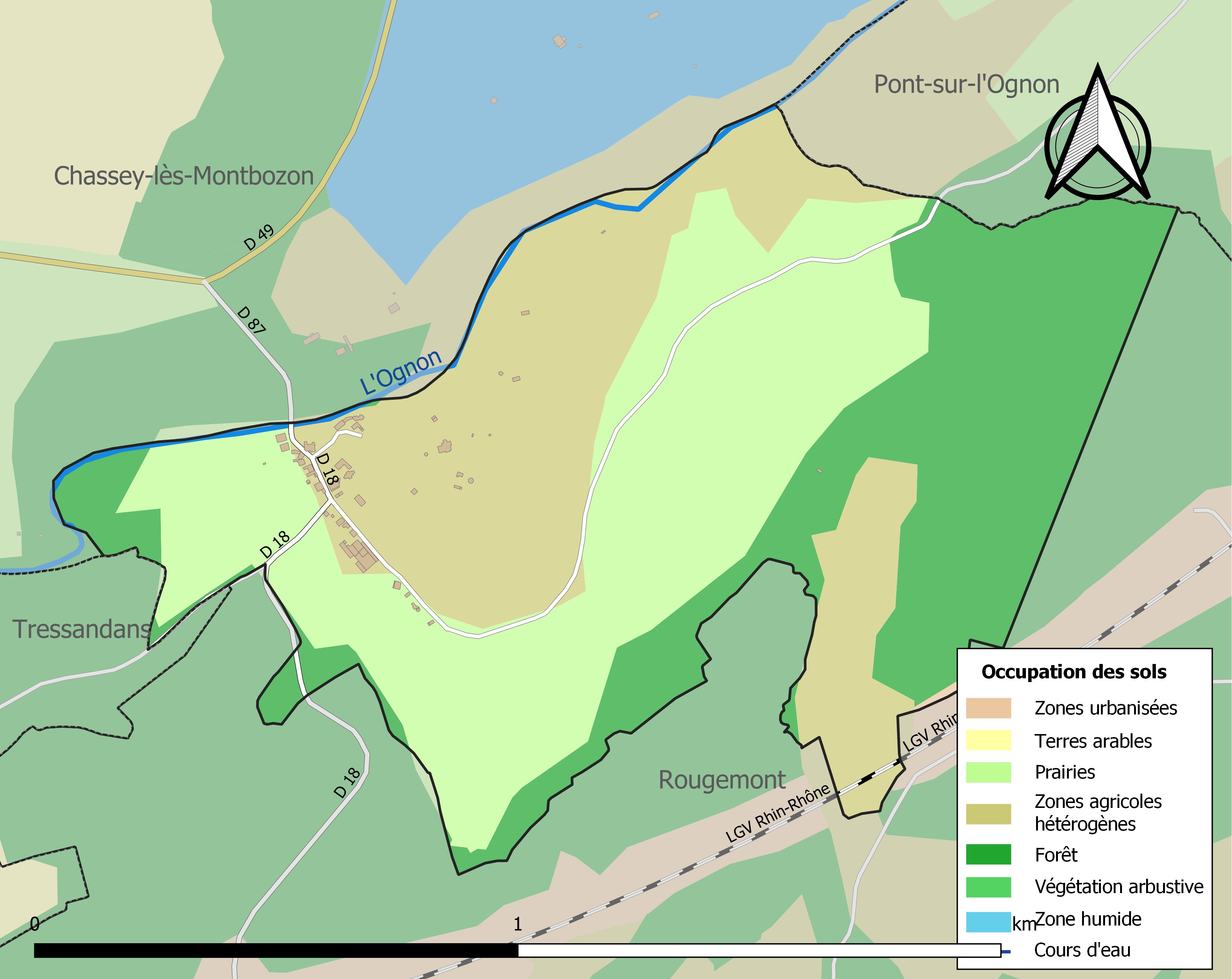
Carte des infrastructures et de l'occupation des sols de la commune en 2018 (CLC).

## Toponymie
Bona aula (1336), Bonale (1394), Bonalle (1401 et 1544), Bonaule (1448), Bonnaule (1547), Bonnalle (1584), Bonnale (1629), Bonnal depuis le XVIIIe siècle.

## Histoire

### Avant la conquête française
En 1654 le village est inhabité.
En 1657 un seul ménage vit là, François Jeannenot. Ce ménage est composé de trois personnes.
Sous l'Ancien Régime, Bonnal faisait partie de la subdélégation de Vesoul et dépendait de la maîtrise des Eaux et Forêts du bailliage de Baume. Sur le plan juridique Bonnal dépendait du présidial de Vesoul, de la prévôté de Montbozon et de la justice seigneuriale de Rougemont.
C’est sur la rive droite de la rivière et en amont de Bonnal que s’élevèrent jadis au moins deux agglomérations. La moins éloignée dans le temps, Saint-Maurice, située au nord des forges, est encore signalée sur la carte de Cassini et dans les registres de la paroisse au début du XVIIIe siècle ; ce village a totalement disparu, y compris de la mémoire de la population, entièrement renouvelée, il est vrai.
L'histoire du village et celle de la forge vont devenir intimement liées, avec des hausses et des baisses et des répercussions directes sur la démographie. Et quand la guerre s’ajoute à un fourneau éteint, ou en est la cause, il n’y a plus personne au village, 3 habitants en 1657, 10 en 1688. Le XVIIIe siècle verra une reprise en main de l’industrie locale, forges et moulins, par la famille de Moustier et la constitution d’une seigneurie autonome qu’elle va posséder jusqu’à la Révolution et au-delà.
La Révolution française en choisissant la rivière comme limite départementale a coupé le territoire de Bonnal en deux en mettant Bonnal dans le nouveau département du Doubs et sa forge dans celui de la Haute-Saône. Tous les terrains de la rive droite relèvent depuis, de la commune de Chassey-lès-Montbozon.
Le village de Tressandans et, en de courtes périodes, celui de Pont-sur-l'Ognon donnèrent quelque consistance à cette paroisse.

### Atelier de broderie
- En 1834, le négociant et fabricant de tissus, officier de la garde nationale, Damas Lepelletier fonde une industrie nouvelle et un établissement considérable en mousseline brodée au crochet pour rideaux à Bonnal[16]. Ce fondateur est même candidat aux élections législatives du 13 mai 1849.
- En 1841, par arrêt de la chambre correctionnelle de la Cour Royale de Besançon, Damas Lepelletier et son associé Théophile Papin sont convaincus et déclarés coupables d'avoir participé à des actes de contrebande ayant pour l'objet l'introduction de Suisse en France de mousselines brodées, lesquels actes, consommés dans la période du 26 mai 1836 au 26 mars 1838, l'ont été par Pierre-Joseph Pichon, propriétaire à Saulnot, à l'aide d'individus réunis en nombre supérieurs à 6 hommes de pied. Ont été condamnés chacun en 6 mois d'emprisonnement et solidairement avec Pichon, aux frais et à 12 892 francs d'amende envers l'administration des douanes, la durée à la contrainte par corps fixée à 3 ans[17].
- En 1860, Damas Lepelletier père et Charles-Aimé Lepelletier fils, tous deux négociants forment et constituent entre eux une société de commerce en nom collectif jusqu'au 31 décembre 1860 et qui sera à partir du 1er janvier 1861 en nom collectif à l'égard de Lepelletier fils, seuls associé responsable, et en commandite seulement à l'égard de M. Lepelletier père[18]. Cette société a pour but 1° de faire commerce des broderies pour ameublements, rideaux et autres, en exploitant plus particulièrement le fonds de commerce que M. Lepelletier père possède à Paris, Rue Saint-Fiacre (Paris), n°5, et la fabrique qu'il a établie aux forges de Bonnal, commune de Chassey-lès-Montbozon, ainsi que divers dépôts ; 2° de faire la fabrication, l'achat et la vente de les toutes matières et produits relatifs au commerce dont il s'agit, et ce tant en France qu'à l'étranger ; 3° de faire enfin toutes les opérations accessoires de celles principales ci-dessus énoncées. La société expirera le 31 décembre 1867. M. Lepelletier père apportait à la société une somme de 84 000 francs, représentée par le fonds de commerce de fabrication et de vente de broderies exploité tant à Paris qu'à Bonnal et dans divers dépôts, par les marchandises garnissant ledit fonds, le matériel, chevaux, voitures, garnissant les maisons de fabrique et le fonds de Paris.

## Politique et administration

### Rattachements administratifs et électoraux
La commune fait partie de l'arrondissement de Besançon du département du Doubs, en région Bourgogne-Franche-Comté. Pour l'élection des députés, elle dépend de la troisième circonscription du Doubs.
Elle faisait partie depuis 1793 du canton de Rougemont. Dans le cadre du redécoupage cantonal de 2014 en France, la commune est désormais membre du canton de Baume-les-Dames.

### Intercommunalité
La commune a adhéré en 2001 à la communauté de communes du Pays de Villersexel, principalement située en Haute-Saône.

### Liste des maires

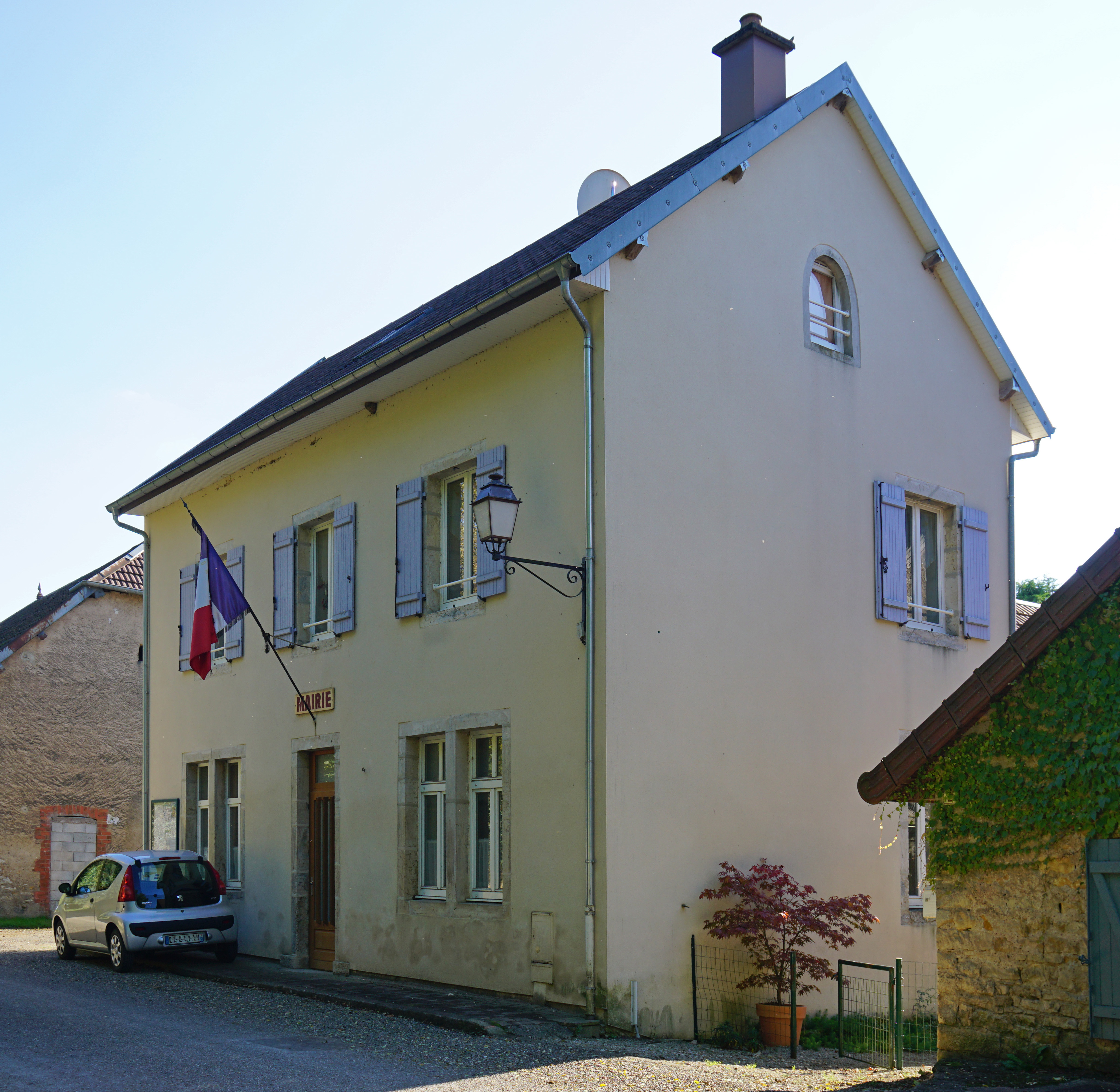
La mairie.

| Période                                  | Période                     | Identité                                           | Étiquette | Qualité                                  |
| ---------------------------------------- | --------------------------- | -------------------------------------------------- | --------- | ---------------------------------------- |
| Les données manquantes sont à compléter. |                             |                                                    |           |                                          |
| an IX                                    | an XI                       | Jean Baptiste Duchon                               |           |                                          |
| an XII                                   | 1807                        | George Braillard                                   |           | Mort en fonction                         |
| 1807                                     | 1808                        | Jean Baptiste Duchon                               |           | Mort en fonction                         |
| 1809                                     | 1813                        | Claude François Buffet                             |           |                                          |
| 1813                                     | 1817                        | Jean Claude Hanriot                                |           |                                          |
| 1817                                     | 1828                        | Claude Nicolas Guilloz                             |           |                                          |
| 1829                                     | 1833                        | Jérémie Braillard                                  |           |                                          |
| 1834                                     | 1846                        | Joseph Victor Belin                                |           |                                          |
| 1846                                     | 1848                        | Jérémie Braillard                                  |           |                                          |
| 1849                                     | 1852                        | Joseph Victor Belin                                |           |                                          |
| 1852                                     | 1855                        | Jérémie Braillard                                  |           |                                          |
| 1855                                     | 1857                        | Désiré Duchon                                      |           | Mort en fonction                         |
| 1857                                     | 1860                        |                                                    |           | Constant Gehin adjoint                   |
| 1860                                     | 1871                        | Pierre Pouvret                                     |           |                                          |
| 1871                                     | 1902                        | Jules Ernest Turchot                               |           | Mort en fonction                         |
| 1902                                     | 1929                        | Eugène Coilley                                     |           |                                          |
| 1927                                     |                             | Paul Levain                                        |           |                                          |
| 1935                                     |                             | Maurice Bornet                                     |           |                                          |
| 1939                                     |                             | Jean François de Vomécourt                         |           |                                          |
|                                          |                             | Louis Gamet                                        |           |                                          |
| 1959                                     | 1971                        | Marie Stouck                                       |           |                                          |
| 1971                                     | 1989                        | Jean Vuillier                                      |           |                                          |
| 1989                                     | 2001                        | Patricia Grenier                                   |           |                                          |
| 2001                                     | En cours (au 1er juin 2020) | Ghislaine Vuillier Réélue pour le mandat 2020-2026 | UMP-LR    | Employée Réélue pour le mandat 2014-2020 |

## Démographie
Au recensement de 1654, Bonnales est inhabité. En 1657, un seul ménage composé de 3 personnes repeuple les lieux, il s'agit de François Jeannenot.
L'évolution du nombre d'habitants est connue à travers les recensements de la population effectués dans la commune depuis 1793. Pour les communes de moins de 10 000 habitants, une enquête de recensement portant sur toute la population est réalisée tous les cinq ans, les populations de référence des années intermédiaires étant quant à elles estimées par interpolation ou extrapolation. Pour la commune, le premier recensement exhaustif entrant dans le cadre du nouveau dispositif a été réalisé en 2004.

En 2022, la commune comptait 19 habitants, en évolution de −44,12 % par rapport à 2016 (Doubs : +1,88 %, France hors Mayotte : +2,11 %).
| 1793 | 1800 | 1806 | 1821 | 1831 | 1836 | 1841 | 1846 | 1851 |
| ---- | ---- | ---- | ---- | ---- | ---- | ---- | ---- | ---- |
| 144  | 151  | 155  | 142  | 128  | 194  | 180  | 132  | 125  |

| 1856 | 1861 | 1866 | 1872 | 1876 | 1881 | 1886 | 1891 | 1896 |
| ---- | ---- | ---- | ---- | ---- | ---- | ---- | ---- | ---- |
| 122  | 114  | 122  | 107  | 102  | 95   | 91   | 81   | 65   |

| 1901 | 1906 | 1911 | 1921 | 1926 | 1931 | 1936 | 1946 | 1954 |
| ---- | ---- | ---- | ---- | ---- | ---- | ---- | ---- | ---- |
| 62   | 63   | 72   | 70   | 70   | 48   | 33   | 42   | 43   |

| 1962 | 1968 | 1975 | 1982 | 1990 | 1999 | 2004 | 2006 | 2009 |
| ---- | ---- | ---- | ---- | ---- | ---- | ---- | ---- | ---- |
| 20   | 27   | 20   | 25   | 25   | 24   | 27   | 27   | 21   |

| 2014 | 2019 | 2022 | - | - | - | - | - | - |
| ---- | ---- | ---- | - | - | - | - | - | - |
| 30   | 21   | 19   | - | - | - | - | - | - |

## Lieux et monuments

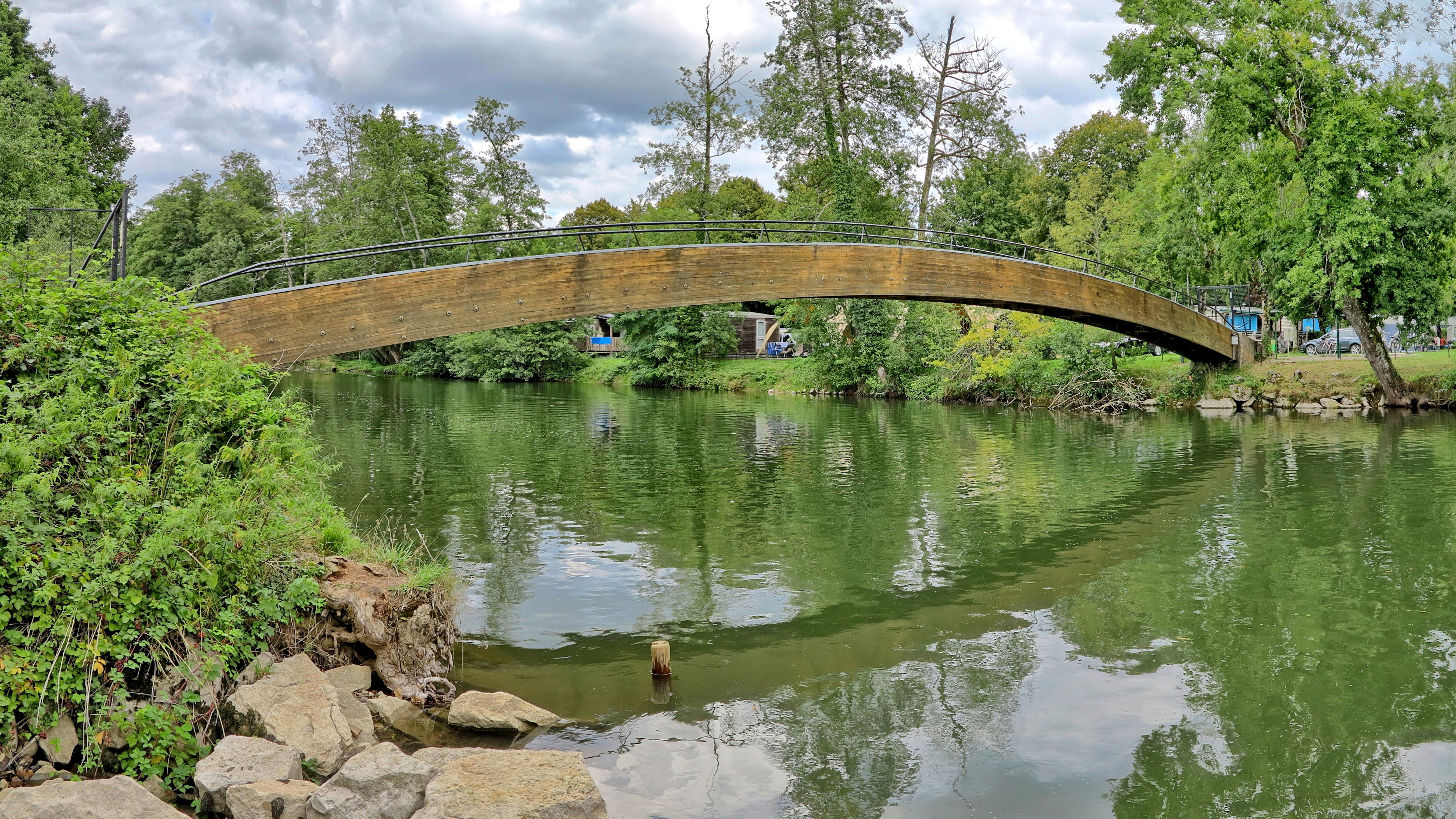
La passerelle piétonne.

- Le lac de Bonnal : principalement situé sur la commune de Chassey-lès-Montbozon et pour une petite partie sur la commune d'Esprels en Haute-Saône, il est relié au camping de Bonnal par une passerelle piétonne.

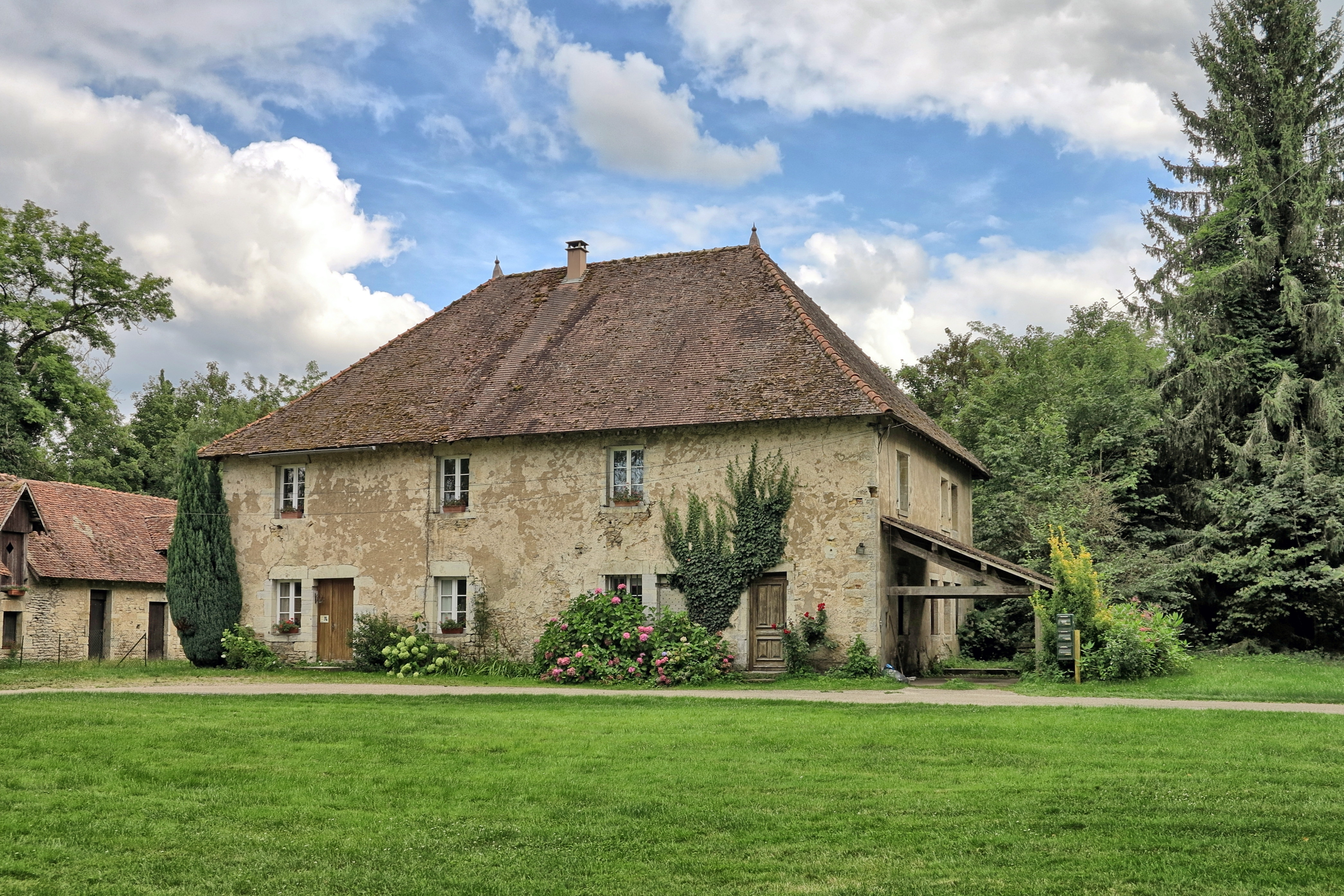
Logement patronal des anciennes forges.

- Les forges : elles sont citées plusieurs fois au cours du XVIe siècle. En 1545[25], François de Gevigney vend à Jean de Civria ses possessions de Rougemont et ses droits sur les moulins et forges de Bonnal. En 1564, le maître de forges Nicolas Vatelet est condamné à des amendes pour des infractions aux édits sur le fer. Ces usines comprenaient alors un fourneau à fondre le minerai et plusieurs feux de forges. Après un long silence au XVIIe siècle, c’est la reprise peu avant 1700. Un gros hameau se crée rapidement autour des forges. Un haut-fourneau, cinq feux de forges, une machine à cylindre, une tirerie de fil de fer à quatorze bobines. Le minerai de fer provenait de diverses mines à ciel ouvert prospectées dans les villages environnants. Le moulin, antérieur lui aussi à 1545, était installé sur la rive gauche de l’Ognon et ne connaissait jamais de chômage. Il comportait deux roues et une ribe pour le chanvre.

En 1842, le 26 juin, par acte sous seing privé est constituée une société en nom collectif sous la raison Duchon et Cie entre les sieurs Jean Baptiste Duchon, Nicolas Truchot, Félix Auguste Tanchard et MM. Jacquard et Cie, dont l'objet est l'exploitation des usines de Montagney et Bonnal. On notera que Jacquard est le beau-frère de Duchon, tandis que les deux autres associés sont les époux des cousines dudit Duchon. La durée de la société était fixée à 7 ans, le sieur Duchon étant le gérant, avec un capital de 300 000 francs.
En 1846, l'usine amodiée est décrite comme ayant un haut fourneau, deux feux de forges, deux trains de cylindres et accessoires, un moulin en-dessous du déversoir ; un affouage annuel de 20 hectares ; environ 75 hectares de prés et 20 hectares de champs. Possession de la famille de Moustier, la ferme qui subsistera de cette forge sera régulièrement mise en amodiation comme en 1894.

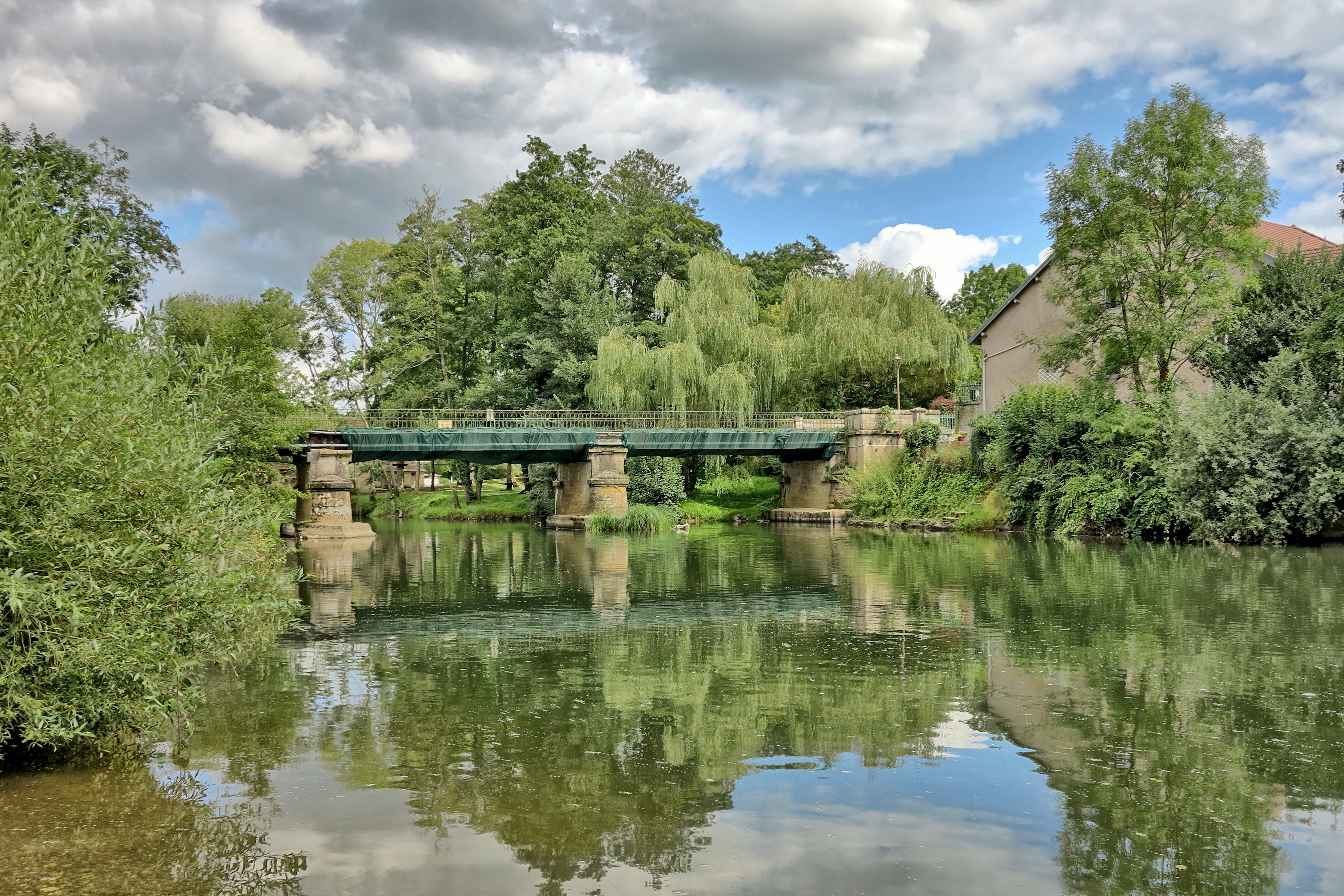
Le pont sur l'Ognon.

- Le pont sur l'Ognon : il relie Chassey-lès-Montbozon à Bonnal et fut emporté par la crue de décembre 1882[28].

- L'église Saint-Paul.

- Le lavoir au centre du village.

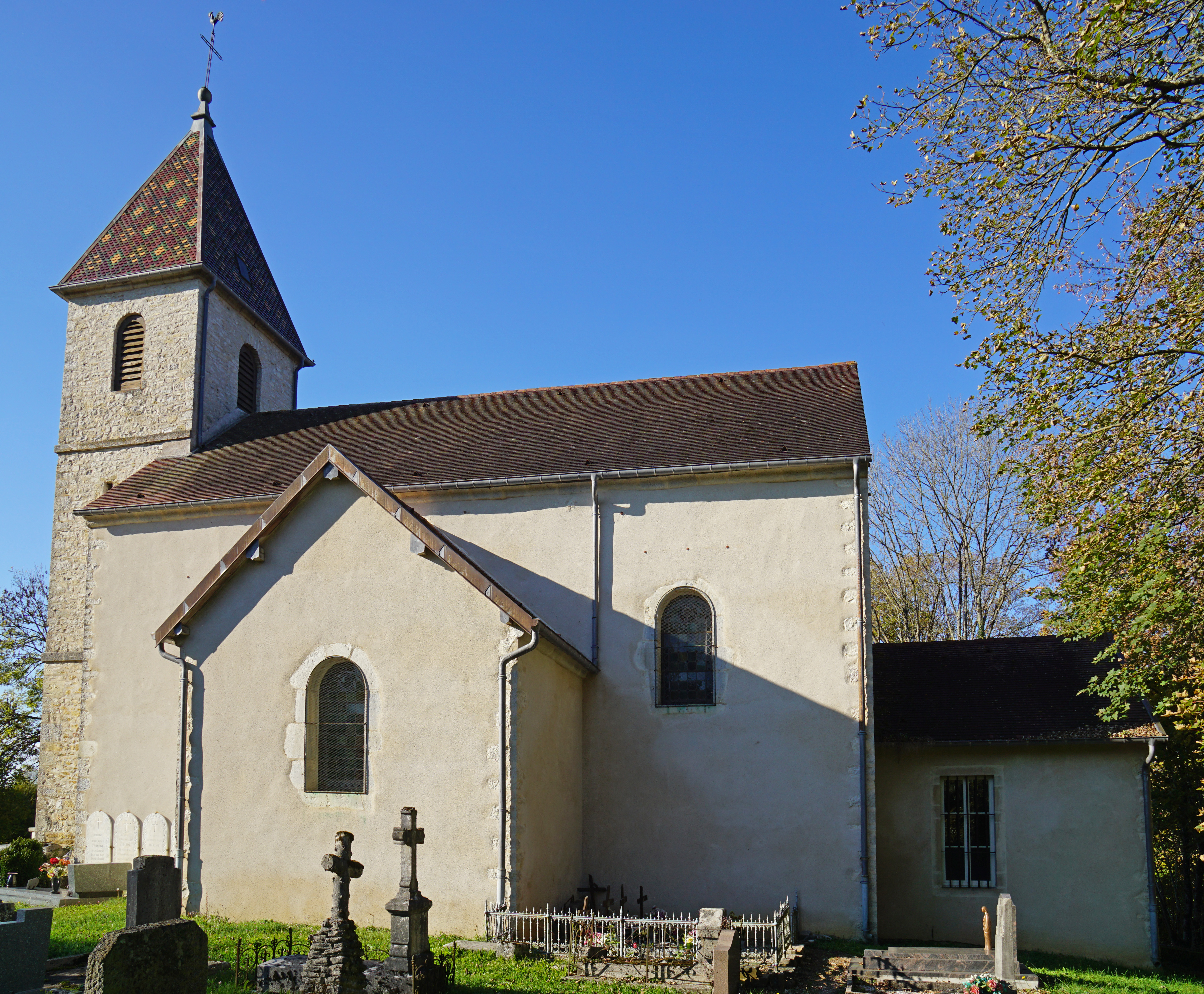
L'église.
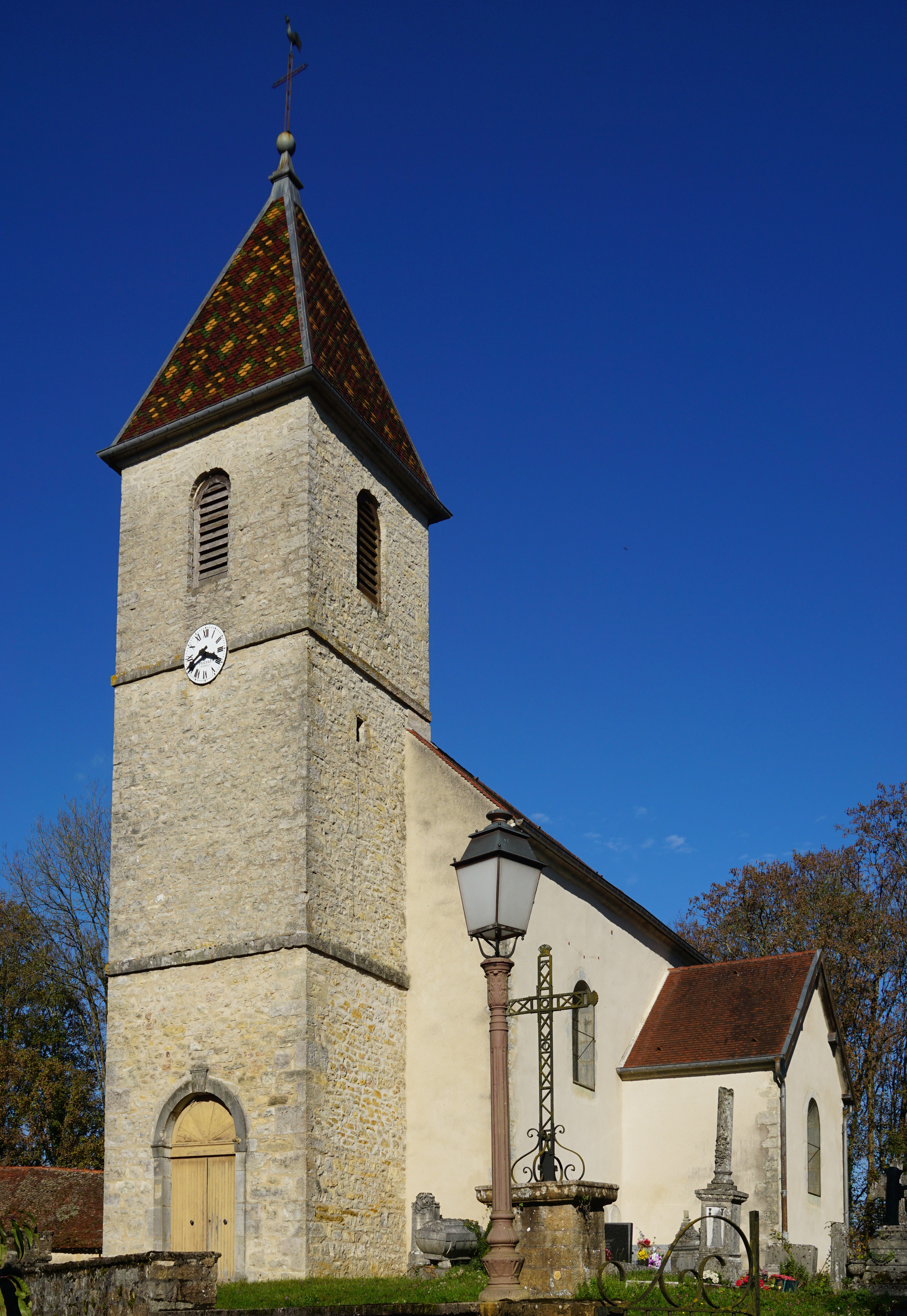
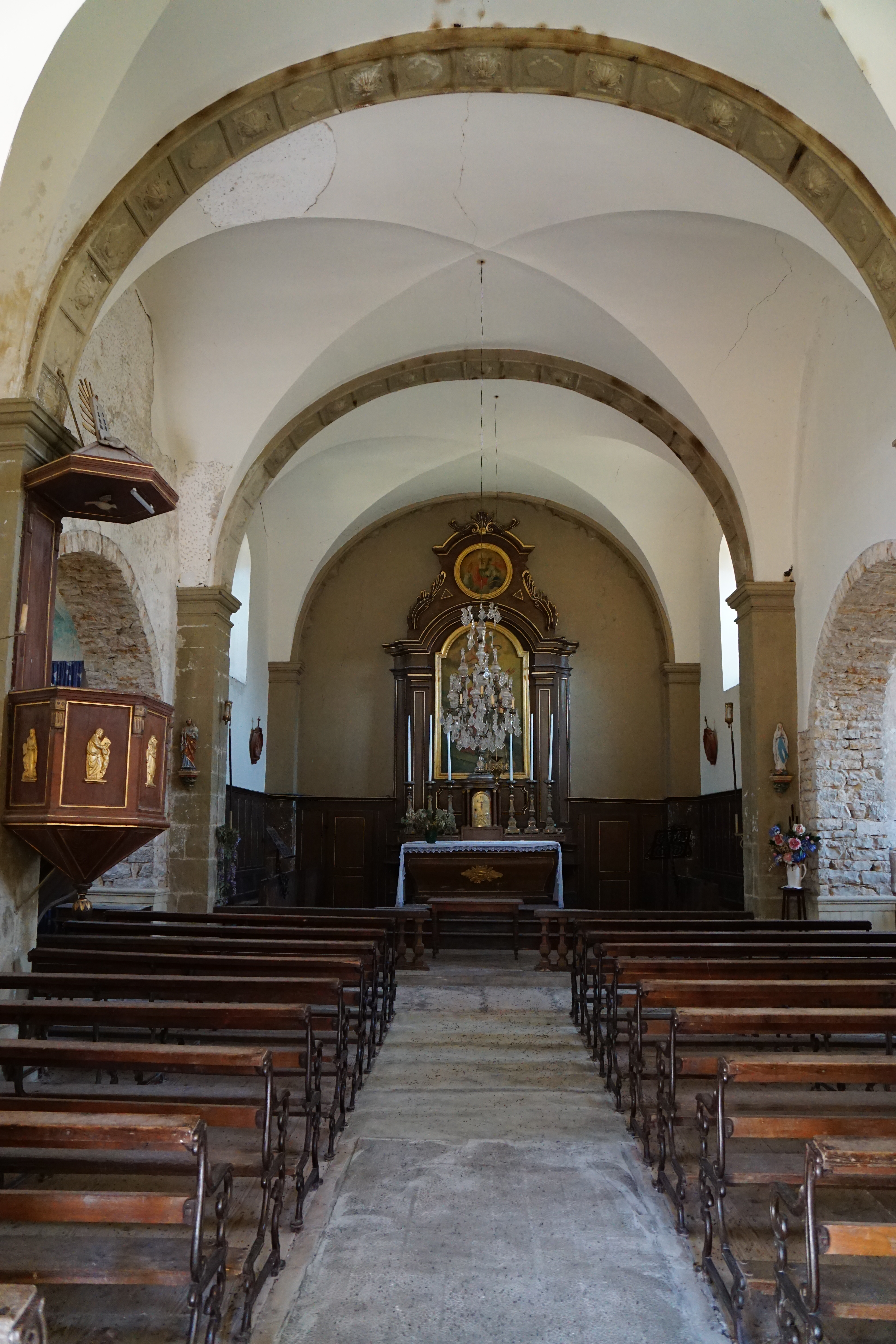
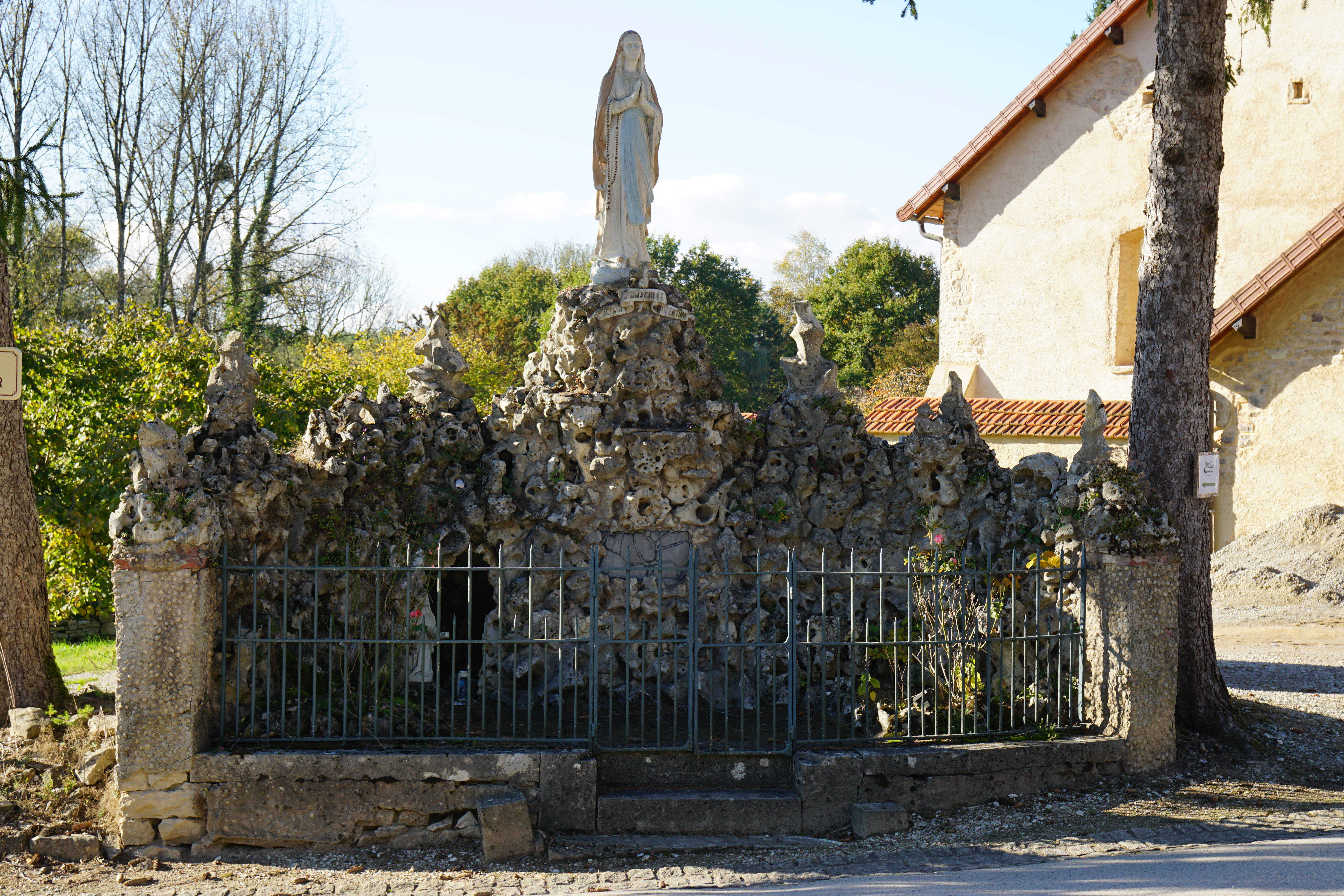
Statue de la Vierge.
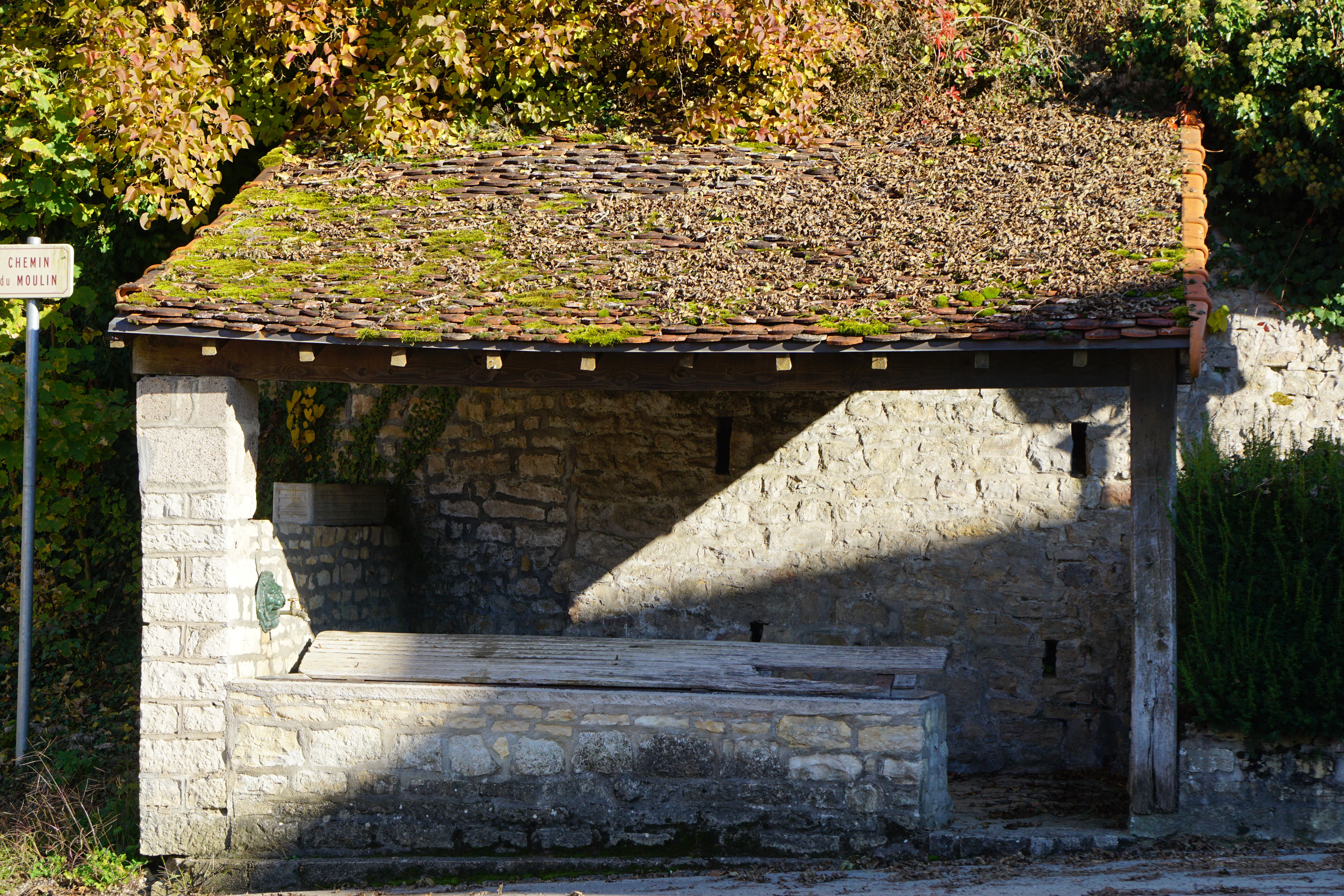
Lavoir.

## Personnalités liées à la commune
- Roland de Moustier, personnalité politique.